# Støv for alle pengene
Støv for alle pengene er en dansk komediefilm fra 1963 instrueret af Poul Bang og skrevet af Bent og Ida From. Filmen er den tredje af de fire såkaldte støv-film, der også omfatter Støv på hjernen (1961), Det støver stadig (1962) og Passer passer piger (1965).

## Medvirkende
- Helle Virkner
- Søren Elung Jensen
- Dirch Passer
- Hanne Borchsenius
- Bodil Udsen
- Ove Sprogøe
- Karen Lykkehus
- Karl Stegger
- Beatrice Palner
- Henning Palner
- Asbjørn Andersen
- Elith Foss
- Ebba Amfeldt
- Paul Hagen
- Gunnar Strømvad
- Bent Vejlby
- Jørgen Buckhøj
- Holger Vistisen
- Valsø Holm
- Lise Thomsen
- Lone Lindorff
- Inger Rauf